# جانجاکومو گوئلفی
جانجاکومو گوئلفی (ایتالیایی: Giangiacomo Guelfi؛ ‏ ۲۱ دسامبر ۱۹۲۴ – ۸ فوریهٔ ۲۰۱۲) خواننده باریتون اپرا اهل ایتالیا بود.
از فیلم‌هایی که وی در آن نقش داشته‌است، می‌توان به توسکا اشاره کرد.